# (26807) 1982 RK1
(26807) 1982 RK1 est un astéroïde de la ceinture principale découvert en 1982.

## Description
(26807) 1982 RK1 a été découvert le 14 septembre 1982 à l'observatoire Kleť, en République tchèque, en Bohême-du-Sud, par Antonín Mrkos.

### Caractéristiques orbitales
L'orbite de cet astéroïde est caractérisée par un demi-grand axe de 2,47 UA, un périhélie de 2,22 UA, une excentricité de 0,10 et une inclinaison de 4,22° par rapport à l'écliptique. Du fait de ces caractéristiques, à savoir un demi-grand axe compris entre 2 et 3,2 UA et un périhélie supérieur à 1,666 UA, il est classé, selon la JPL Small-Body Database, comme objet de la ceinture principale.

### Caractéristiques physiques
(26807) 1982 RK1 a une magnitude absolue (H) de 14,0 et un albédo estimé à 0,303.